# 53256 Sinitiere
53256 Sinitiere è un asteroide della fascia principale. Scoperto nel 1999, presenta un'orbita caratterizzata da un semiasse maggiore pari a 2,5697480 UA e da un'eccentricità di 0,1907133, inclinata di 5,56266° rispetto all'eclittica.